# Beaumetz-lès-Aire
Pour les articles homonymes, voir Beaumetz (homonymie).
Beaumetz-lès-Aire est une commune française située dans le département du Pas-de-Calais en région Hauts-de-France. Ses habitants sont appelés les Bellomessins. La commune est membre de la communauté d'agglomération du Pays de Saint-Omer.

## Géographie

### Localisation
Localisée dans le centre-est du département du Pas-de-Calais, Beaumetz-lès-Aire est une commune située, à vol d'oiseau, à 7 km au nord-est de la commune de Fruges et à 23 km au sud de la commune de Saint-Omer (chef-lieu d'arrondissement).
Le territoire de la commune est limitrophe de ceux de six communes.
Les communes limitrophes sont Bomy, Laires, Lisbourg, Matringhem, Vincly et Hézecques.

### Géologie et relief
La superficie de la commune est de 4,43 km2 ; son altitude varie de 145  à   188 mètres.

### Hydrographie
Le territoire de la commune est situé dans le bassin Artois-Picardie.
Le territoire communal est drainé par deux cours d'eau :
- la Laquette, d'une longueur de 23,39 km, qui prend sa source dans la commune et se jette dans la Lys au niveau de la commune d'Aire-sur-la-Lys[4] ;

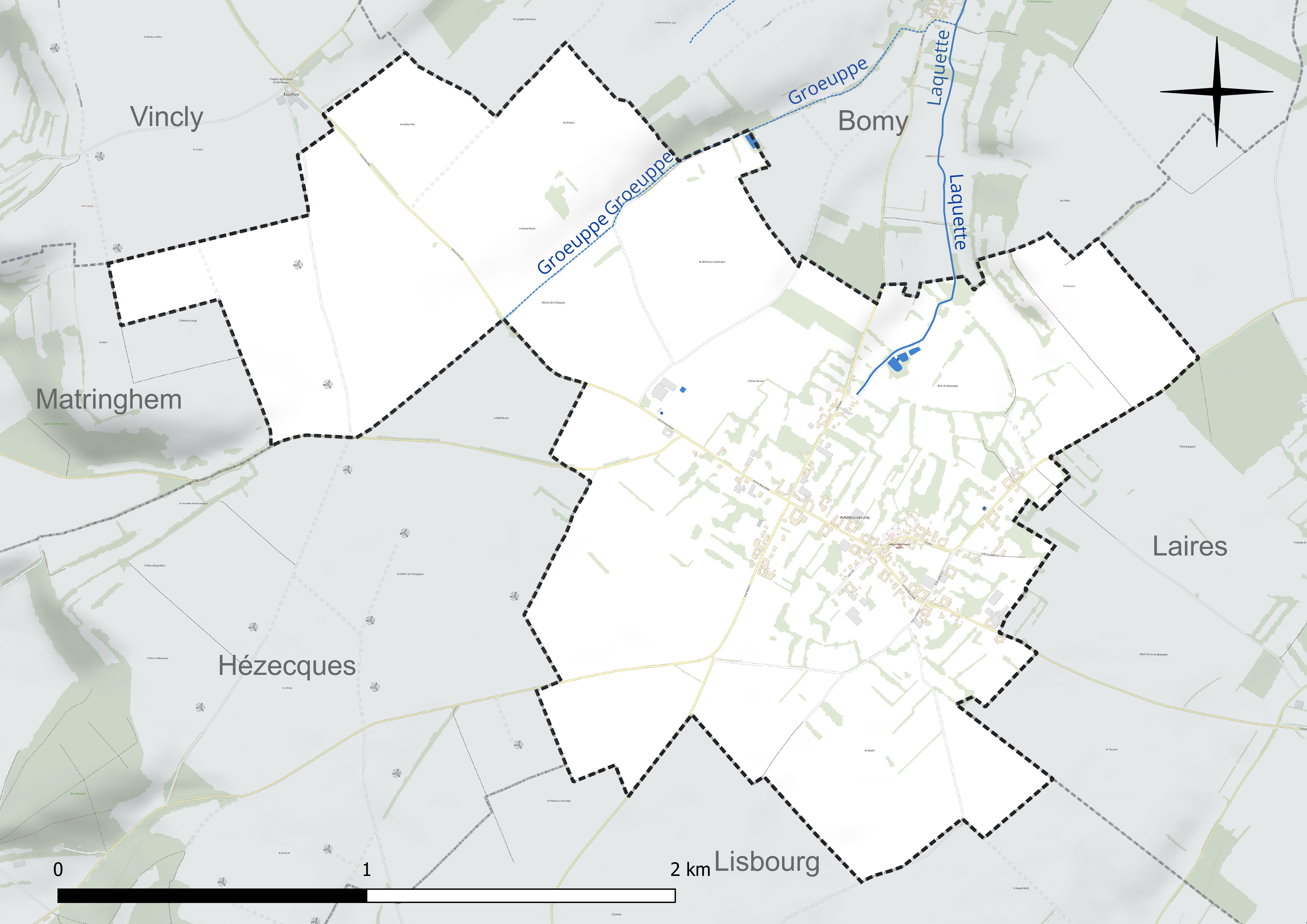
Réseau hydrographique de Beaumetz-lès-Aire.

- le Groeuppe, d'une longueur de 1,49 km[5].

### Climat
Pour des articles plus généraux, voir Climat des Hauts-de-France et Climat du Pas-de-Calais.
En 2010, le climat de la commune est de type climat océanique altéré, selon une étude du CNRS s'appuyant sur une série de données couvrant la période 1971-2000. En 2020, Météo-France publie une typologie des climats de la France métropolitaine dans laquelle la commune est exposée à un climat océanique et est dans la région climatique Côtes de la Manche orientale, caractérisée par un faible ensoleillement (1 550 h/an) ; forte humidité de l’air (plus de 20 h/jour avec humidité relative > 80 % en hiver), vents forts fréquents.
Pour la période 1971-2000, la température annuelle moyenne est de 9,8 °C, avec une amplitude thermique annuelle de 14 °C. Le cumul annuel moyen de précipitations est de 969 mm, avec 13,1 jours de précipitations en janvier et 9,4 jours en juillet. Pour la période 1991-2020, la température moyenne annuelle observée sur la station météorologique la plus proche, située sur la commune de Fiefs à 8 km à vol d'oiseau, est de 10,4 °C et le cumul annuel moyen de précipitations est de 1 070,6 mm,. Pour l'avenir, les paramètres climatiques de la commune estimés pour 2050 selon différents scénarios d'émission de gaz à effet de serre sont consultables sur un site dédié publié par Météo-France en novembre 2022.

### Paysages
Pour un article plus général, voir Paysage en France.
La commune s'inscrit dans les « paysages des hauts plateaux artésiens » tels qu'ils sont définis dans l'atlas de paysages de la région Nord-Pas-de-Calais, conçu par la direction régionale de l'Environnement, de l'Aménagement et du Logement (DREAL),.
Les « paysages des hauts plateaux artésiens », qui concernent 77 communes du Pas-de-Calais, se situent à l'extrémité ouest des collines de l'Artois qui traversent le Pas-de-Calais d'Arras au Boulonnais. L'altitude de ces paysages dépassent les 180 mètres. Ces dimensions sont modestes, d'une quinzaine de kilomètres du sud-est au nord-ouest et d'une vingtaine de kilomètres dans sa dimension la plus grande.
Les « paysages des hauts plateaux artésiens », appelés aussi « Haut Artois », se caractérisent par trois ensembles écopaysagers : 
- l'ensemble mésophile ouvert du plateau artésien calcaire ;
- l'ensemble alluvial des fonds de vallée de la Lys et de l'Aa ;
- l'ensemble calcicole des versants calcaires des vallées[13].

Le « Haut Artois » dispose d'une importante densité de corridors biologiques bien interconnectés.
Dans le « Haut Artois », pas de villes, c'est une des rares terres rurales de la région, les communes les plus importantes sont, du nord au sud, Lumbres, Fauquembergues et Fruges. Le « Haut Artois », drainé par l'Aa et la Lys, constitue le sommet de l'anticlinal artésien, paysage ventée, froid et aux précipitations importantes qui en font le château d'eau régional.
Leș cultures représentent 59,66 % des sols, les prairies 29,96 %, les forêts et milieux semi-naturels de 6,81 %, les espaces artificialisés 6,09 % avec les communes principales de Lumbres, Fruges et Fauquembergues, les espaces industriels 0.41 % et les cours d'eau et plans d'eau 0.08 %.

### Milieux naturels et biodiversité

#### Zone naturelle d'intérêt écologique, faunistique et floristique
L’inventaire des zones naturelles d'intérêt écologique, faunistique et floristique (ZNIEFF) a pour objectif de réaliser une couverture des zones les plus intéressantes sur le plan écologique, essentiellement dans la perspective d’améliorer la connaissance du patrimoine naturel national et de fournir aux différents décideurs un outil d’aide à la prise en compte de l’environnement dans l’aménagement du territoire.
Le territoire communal comprend une ZNIEFF de type 2 : la haute vallée de la Lys et ses versants en amont de Thérouanne, d’une superficie de 8 886 ha et d'une altitude variant de 20  à   123 mètres. L’entité paysagère de la haute vallée de la Lys et ses versants s’étire sur une vingtaine de kilomètres du Nord au Sud pour moins de dix d’Est en Ouest dans le Haut Artois.

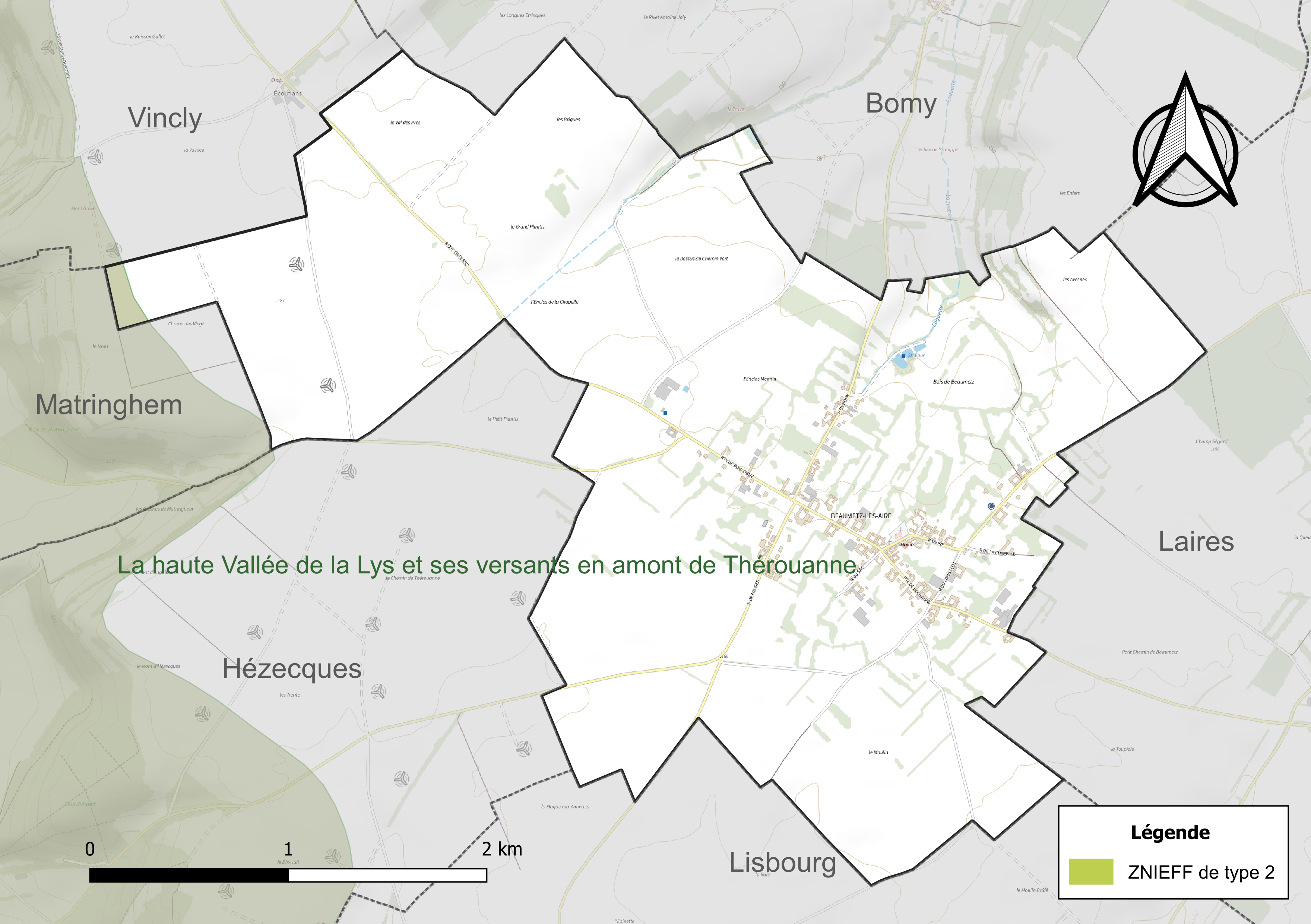
Carte de la ZNIEFF sur la commune.

## Urbanisme

### Typologie
Au 1er janvier 2024, Beaumetz-lès-Aire est catégorisée commune rurale à habitat dispersé, selon la nouvelle grille communale de densité à sept niveaux définie par l'Insee en 2022.
Elle est située hors unité urbaine. Par ailleurs la commune fait partie de l'aire d'attraction de Saint-Omer, dont elle est une commune de la couronne,. Cette aire, qui regroupe 79 communes, est catégorisée dans les aires de 50 000 à moins de 200 000 habitants,.

### Occupation des sols
L'occupation des sols de la commune, telle qu'elle ressort de la base de données européenne d’occupation biophysique des sols Corine Land Cover (CLC), est marquée par l'importance des territoires agricoles (90,4 % en 2018), une proportion identique à celle de 1990 (90,4 %). La répartition détaillée en 2018 est la suivante : 
terres arables (61 %), prairies (29,4 %), zones urbanisées (9,6 %). L'évolution de l’occupation des sols de la commune et de ses infrastructures peut être observée sur les différentes représentations cartographiques du territoire : la carte de Cassini (XVIIIe siècle), la carte d'état-major (1820-1866) et les cartes ou photos aériennes de l'IGN pour la période actuelle (1950 à aujourd'hui).

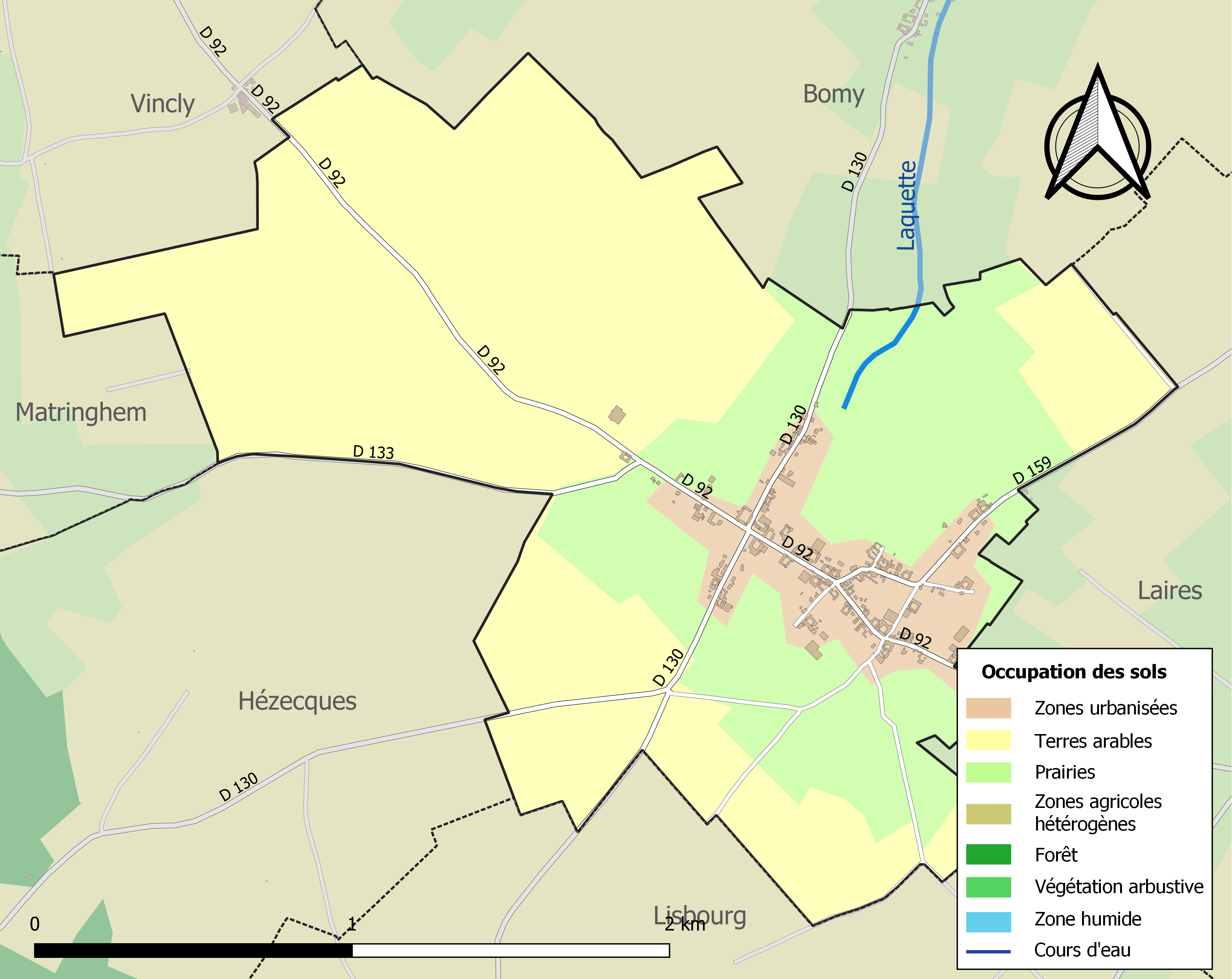
Carte des infrastructures et de l'occupation des sols de la commune en 2018 (CLC).

### Voies de communication et transports

#### Voies de communication
La commune est desservie par les routes départementales D 92, D 130, D 133 et D 159.

#### Transport ferroviaire
La commune se trouve à 16 km de la gare d'Anvin, située sur la ligne de Saint-Pol-sur-Ternoise à Étaples. C'est une halte voyageurs de la Société nationale des chemins de fer français (SNCF), desservie par des trains TER Hauts-de-France.

### Énergie

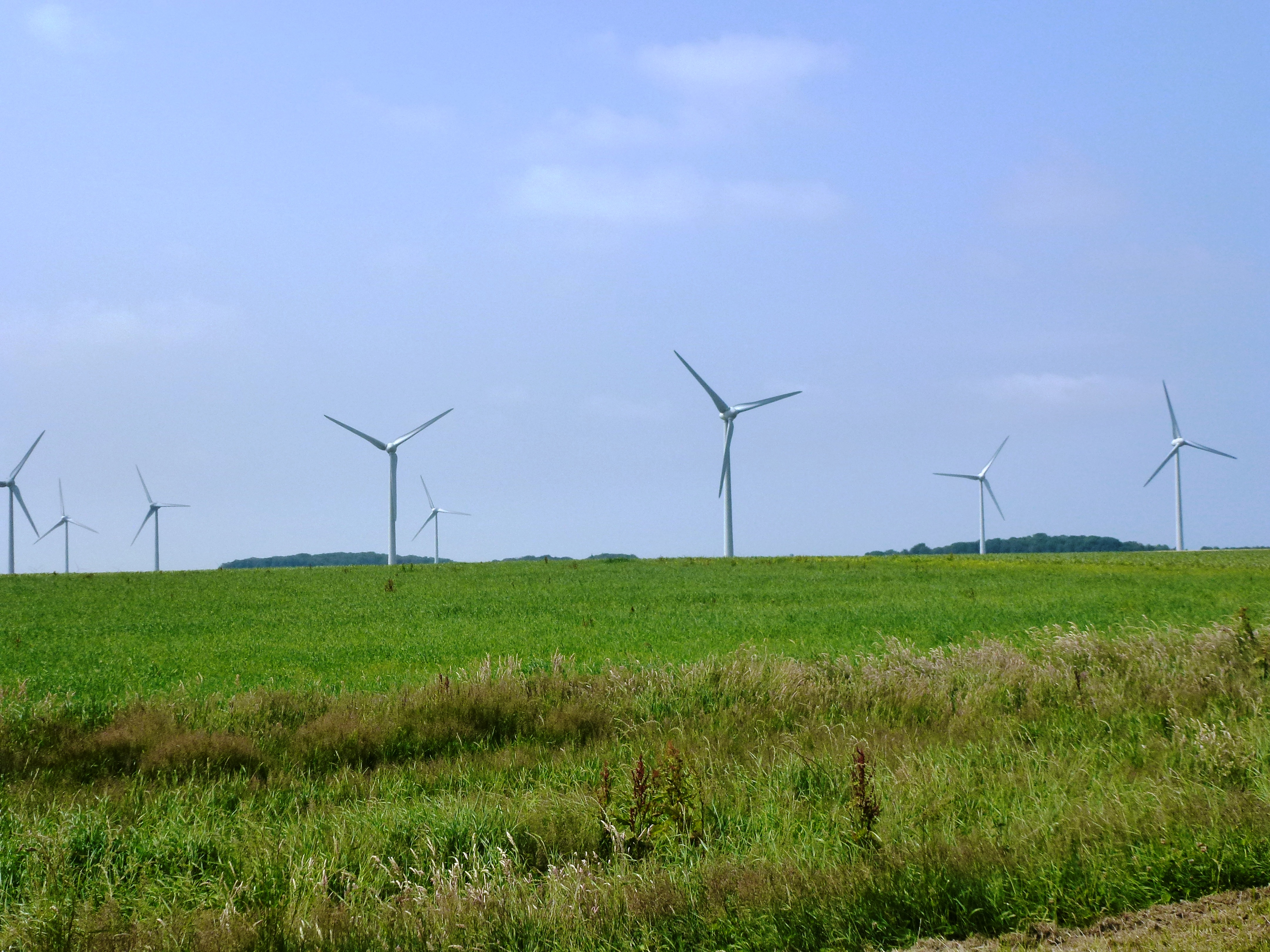
Le parc d'éoliennes.

## Toponymie
Le nom de la localité est attesté sous les formes Bellus Mansus (1072), Belmés (1109), Belmeis (1145), Beaumeis (1248), Biaumés et Beaumez (XVe siècle), Bometz (1698), Beaumé-lez-Laires (XVIIIe siècle), Beaumetz (1793), Beaumetz-lès-Aire (depuis 1801),.
Comme pour les autres Beaumetz de la région, son toponyme viendrait de l'oïl bel, beau + més « manse, ferme » donnant la « belle maison ». Fut ajouté à partir du XVIIIe siècle -lès-Laires montrant la proximité de la commune par rapport à Laires (lès signifiant « près de »), et afin de la différencier de ses homonymes ; Beaumetz-lès-Cambrai et Beaumetz-lès-Loges. Ce nom se transforma, par confusion, en Beaumetz-lès-Aire.

## Histoire
Avant la Révolution, Beaumetz (Beaumés) dépendait de la paroisse de Laires ; elle fut érigée en commune en 1792 sous le nom de Beaumetz-lès-Laires.

## Politique et administration

### Découpage territorial
La commune se trouve dans l'arrondissement de Saint-Omer du département du Pas-de-Calais.

#### Commune et intercommunalités
La commune est membre de la communauté d'agglomération du Pays de Saint-Omer qui regroupe 53 communes et totalise 104 937 habitants en 2021.

#### Circonscriptions administratives
La commune est rattachée au canton de Fruges.

#### Circonscriptions électorales
Pour l'élection des députés, la commune fait partie de la sixième circonscription du Pas-de-Calais.

### Élections municipales et communautaires

#### Liste des maires
| Période                                  | Période                       | Identité         | Étiquette | Qualité                                                                              |
| ---------------------------------------- | ----------------------------- | ---------------- | --------- | ------------------------------------------------------------------------------------ |
| Les données manquantes sont à compléter. |                               |                  |           |                                                                                      |
| mars 2001                                | En cours (au 31 janvier 2022) | Auxence Wigneron |           | Agriculteur retraité Réélu pour le mandat 2014-2020, Réélu pour le mandat 2020-2026, |

## Équipements et services publics

### Justice, sécurité, secours et défense
La commune dépend du tribunal judiciaire de Saint-Omer, du conseil de prud'hommes de Saint-Omer, de la cour d'appel de Douai, du tribunal de commerce de Boulogne-sur-Mer, du tribunal administratif de Lille, de la cour administrative d'appel de Douai, du tribunal judiciaire de Boulogne-sur-Mer et du tribunal pour enfants de Saint-Omer.

## Population et société

### Démographie
Les habitants de la commune sont appelés les Bellomessins.

#### Évolution démographique
L'évolution du nombre d'habitants est connue à travers les recensements de la population effectués dans la commune depuis 1793. Pour les communes de moins de 10 000 habitants, une enquête de recensement portant sur toute la population est réalisée tous les cinq ans, les populations de référence des années intermédiaires étant quant à elles estimées par interpolation ou extrapolation. Pour la commune, le premier recensement exhaustif entrant dans le cadre du nouveau dispositif a été réalisé en 2007.

En 2022, la commune comptait 228 habitants, en évolution de −5 % par rapport à 2016 (Pas-de-Calais : −0,72 %, France hors Mayotte : +2,11 %).
| 1793 | 1800 | 1806 | 1821 | 1831 | 1836 | 1841 | 1846 | 1851 |
| ---- | ---- | ---- | ---- | ---- | ---- | ---- | ---- | ---- |
| 304  | 328  | 268  | 398  | 395  | 400  | 398  | 393  | 364  |

| 1856 | 1861 | 1866 | 1872 | 1876 | 1881 | 1886 | 1891 | 1896 |
| ---- | ---- | ---- | ---- | ---- | ---- | ---- | ---- | ---- |
| 374  | 373  | 361  | 400  | 366  | 350  | 368  | 367  | 357  |

| 1901 | 1906 | 1911 | 1921 | 1926 | 1931 | 1936 | 1946 | 1954 |
| ---- | ---- | ---- | ---- | ---- | ---- | ---- | ---- | ---- |
| 361  | 365  | 343  | 341  | 306  | 304  | 295  | 263  | 283  |

| 1962 | 1968 | 1975 | 1982 | 1990 | 1999 | 2006 | 2007 | 2012 |
| ---- | ---- | ---- | ---- | ---- | ---- | ---- | ---- | ---- |
| 318  | 309  | 286  | 281  | 229  | 240  | 222  | 220  | 236  |

| 2017 | 2022 | - | - | - | - | - | - | - |
| ---- | ---- | - | - | - | - | - | - | - |
| 239  | 228  | - | - | - | - | - | - | - |

#### Pyramide des âges
En 2018, le taux de personnes d'un âge inférieur à 30 ans s'élève à 37,7 %, soit au-dessus de la moyenne départementale (36,7 %). À l'inverse, le taux de personnes d'âge supérieur à 60 ans est de 24,7 % la même année, alors qu'il est de 24,9 % au niveau départemental.
En 2018, la commune comptait 119 hommes pour 120 femmes, soit un taux de 50,21 % de femmes, légèrement inférieur au taux départemental (51,5 %).
Les pyramides des âges de la commune et du département s'établissent comme suit.
| Hommes | Classe d’âge | Femmes |
| ------ | ------------ | ------ |
| 0,0    | 90 ou +      | 0,8    |
| 8,4    | 75-89 ans    | 7,5    |
| 16,0   | 60-74 ans    | 16,7   |
| 19,3   | 45-59 ans    | 16,7   |
| 20,2   | 30-44 ans    | 19,2   |
| 12,6   | 15-29 ans    | 19,2   |
| 23,5   | 0-14 ans     | 20,0   |

| Hommes | Classe d’âge | Femmes |
| ------ | ------------ | ------ |
| 0,5    | 90 ou +      | 1,6    |
| 5,6    | 75-89 ans    | 8,9    |
| 16,7   | 60-74 ans    | 18,1   |
| 20,2   | 45-59 ans    | 19,2   |
| 18,9   | 30-44 ans    | 18,1   |
| 18,2   | 15-29 ans    | 16,2   |
| 19,9   | 0-14 ans     | 17,9   |

## Culture locale et patrimoine

### Lieux et monuments
- L'église Saint-Jean-Baptiste.
- Le monument aux morts[37].

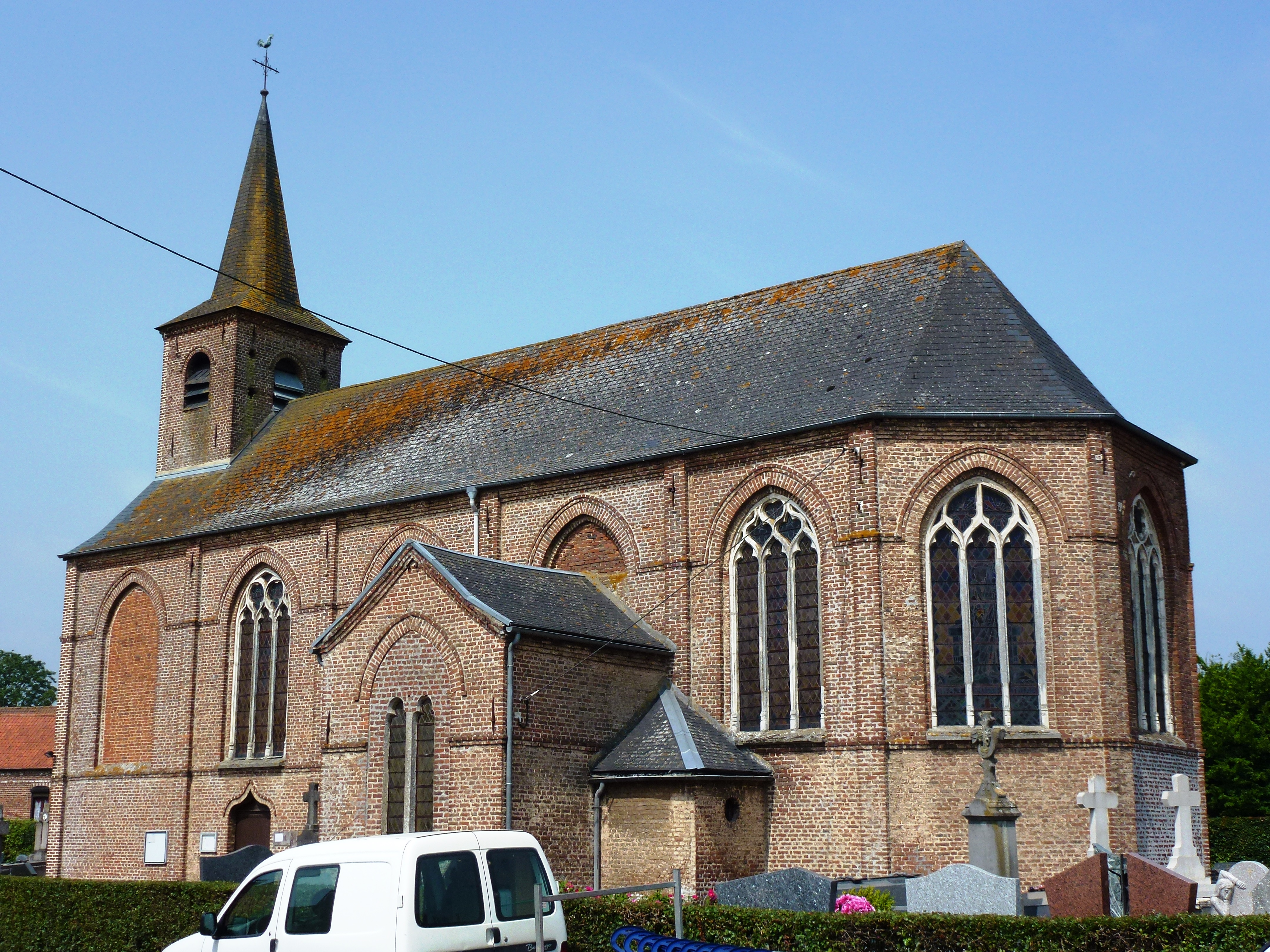
L'église.
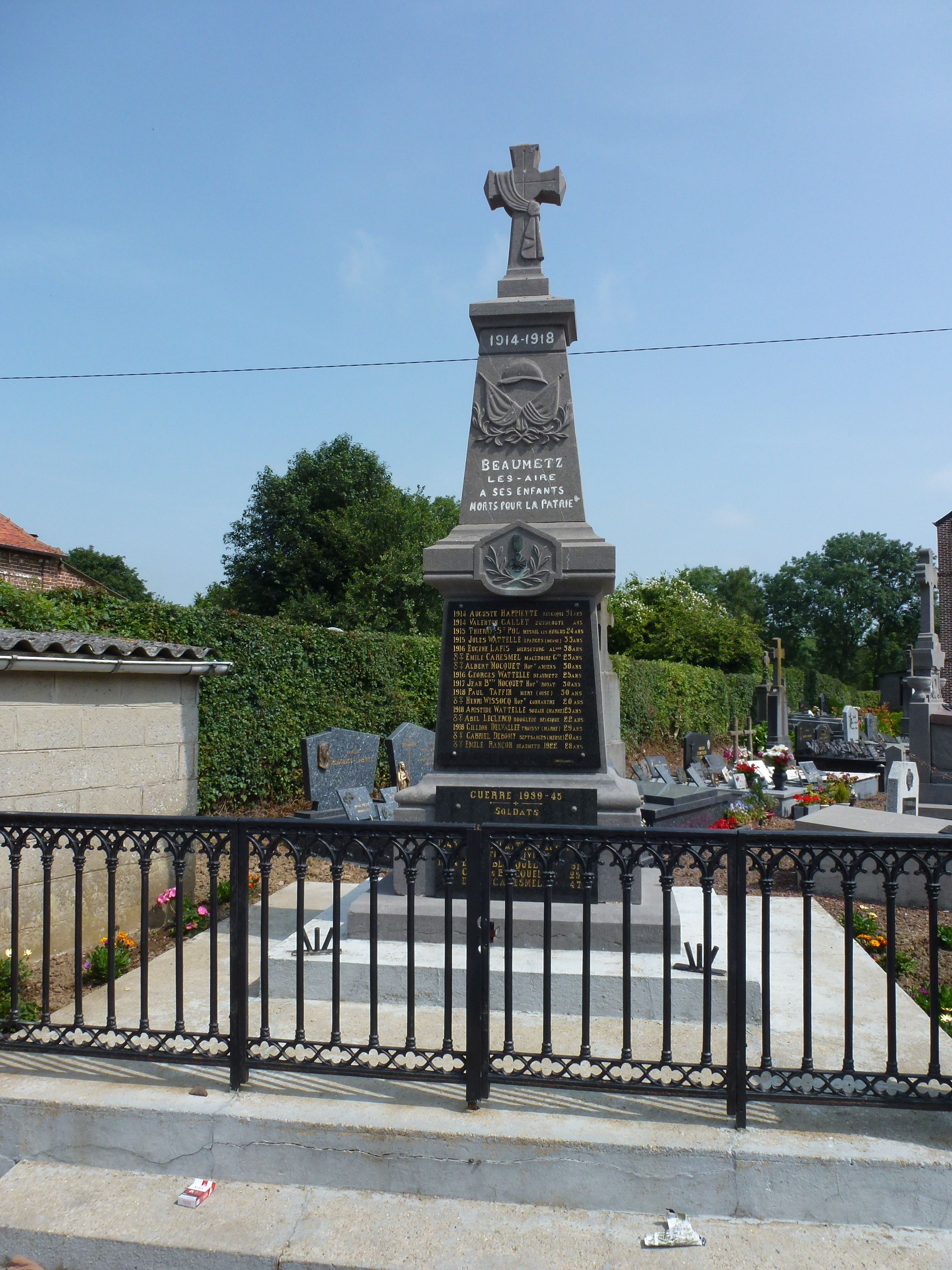
Le monument aux morts.

### Héraldique
| Blason de Beaumetz-lès-Aire | Blason  | D'argent au sautoir d'azur, à la maison d'or brochant en cœur.                                                                            |
| Blason de Beaumetz-lès-Aire | Détails | Rappelle que la commune est à la croisée de nombreuses routes et cours d'eau ainsi que son étymologie : « belle maison ». Adopté en 2003. |

## Pour approfondir